# José Segarra
José Segarra, més conegut pel malnom de Gayarre (València, ?? - 2 de gener de 1929) va ser un músic ambulant valencià, que patia ceguera i que tocava la guitarra pels carrers de la Ciutat de València entre la dècada de 1890 i l'any 1928, quan va ser ingressat a un sanatori. Devia el seu malnom al cantant navarrés Julián Gayarre. La seua fama va ser tal que el pintor Antoni Fillol i Granell li va fer un retrat.

## Galeria

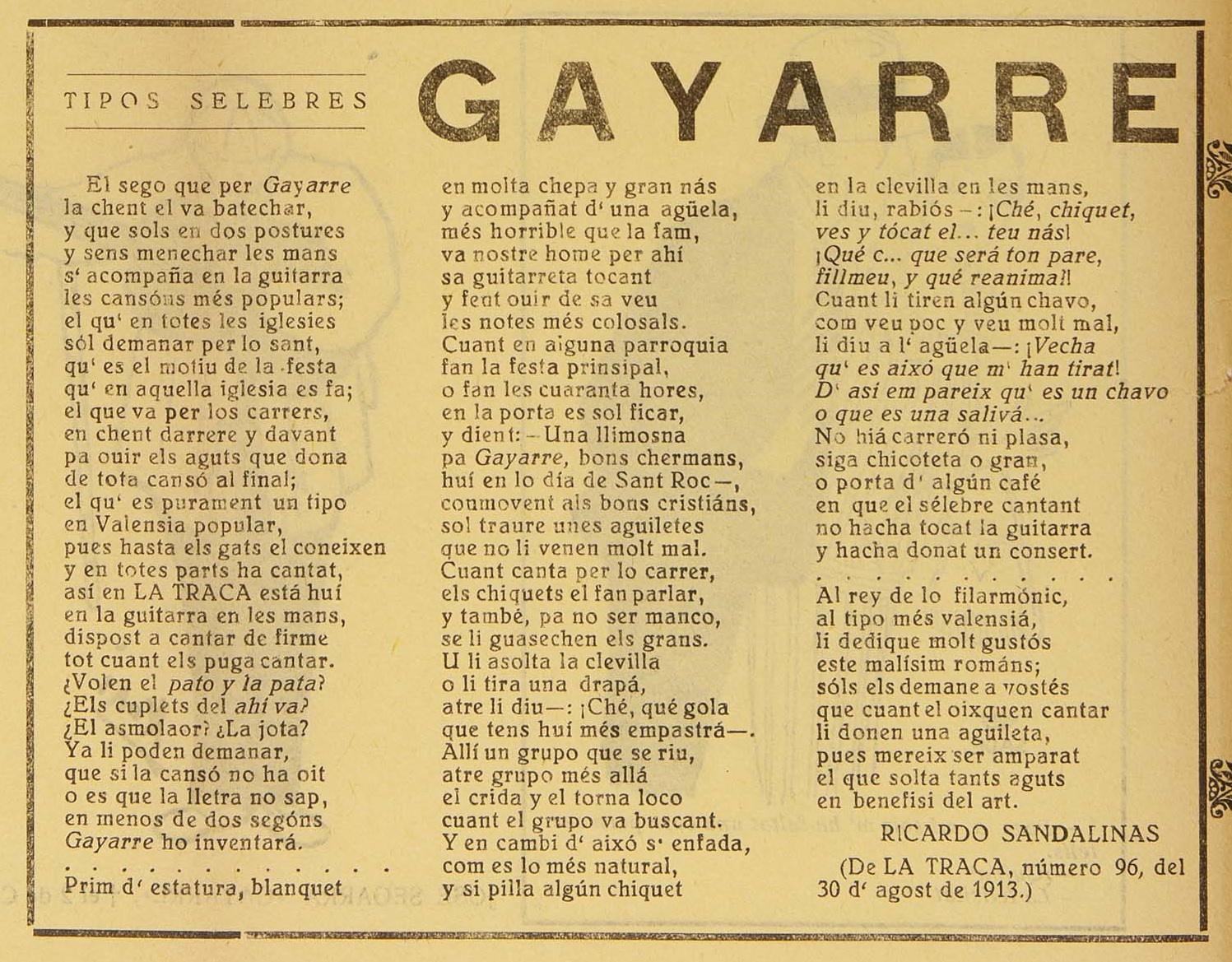
Homenatge a Gayarre publicat originalment a La Traca, el 30 d'agost de 1916.
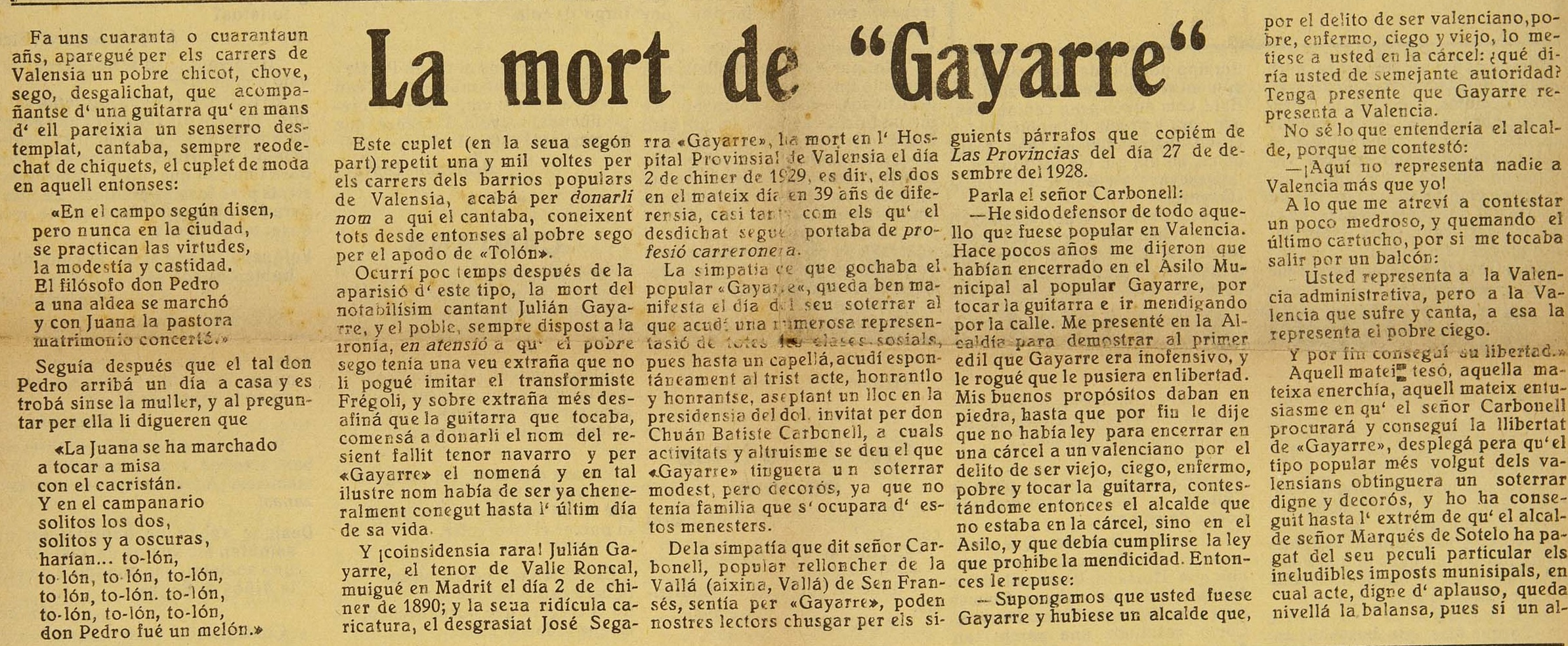
Necrològica a Gayarre publicada a La Chala el 12 de gener de 1929.